# Aeroporto Internacional Long Thanh
O Aeroporto Internacional Long Thanh (Sân bay quốc tế Long Thành) é um aeroporto que será construído no Vietname, 40 km ao nordeste de Cidade de Ho Chi Minh. O aeroporto terá quatro pistas (4000 metros x 60 metros). O investimento total é de 8 bilhões de dólares. A capacidade total será de 100 milhões de passageiros por ano, 5 milhões de toneladas de carga por ano. Inicialmente, sua construção se iniciaria em 1 de abril de 2021. No entanto, o governo vietnamita decidiu começar dois anos antes em 2019 e será concluído em 2025.
O plano director do novo aeroporto foi aprovado em abril de 2006. O novo aeroporto será construído no distrito Long Thanh, província de Dong Nai, cerca de 50 km a nordeste da Cidade de Ho Chi Minh e 70 km a noroeste da cidade petrolífera de Vung Tau. O estudo de viabilidade do projeto está em curso. O Aeroporto Internacional Long Thanh será construído numa área de 50 km2 e terá 4 pistas (4000 x 13100 x 60 metros ou 200 pés) quee serão capazes de assistir o avião jumbo Airbus A380.
O projeto está dividido em duas fases. A primeira fase inclui a construção de duas pistas paralelas e um terminal com uma capacidade de 20 milhões de passageiros por ano e ser concluída em 2010. A segunda fase está previsto para ser concluído em 2015, deixando o aeroporto com três terminais de passageiros e um terminal de carga projetado para 5 milhões de toneladas de carga por ano. O total do projeto, o investimento é estimado que cerca de 8000 milhões de dólares. Após a longa Thanh Aeroporto Internacional está concluída, Aeroporto Internacional Tan Son Nhat servirá apenas voos domésticos. Espera-se que a Aeroporto Internacional Long Thanh seja o principal aeroporto da Indochina, e um dos aeroportos com mais tráfego no sudeste da Ásia.